# Farwell (Minnesota)
Farwell es una ciudad ubicada en el condado de Pope en el estado estadounidense de Minnesota. En el Censo de 2010 tenía una población de 51 habitantes y una densidad poblacional de 68,37 personas por km².

## Geografía
Farwell se encuentra ubicada en las coordenadas 45°45′10″N 95°37′7″O / 45.75278, -95.61861. Según la Oficina del Censo de los Estados Unidos, Farwell tiene una superficie total de 0.75 km², de la cual 0.75 km² corresponden a tierra firme y (0%) 0 km² es agua.

## Demografía
Según el censo de 2010, había 51 personas residiendo en Farwell. La densidad de población era de 68,37 hab./km². De los 51 habitantes, Farwell estaba compuesto por el 100% blancos, el 0% eran afroamericanos, el 0% eran amerindios, el 0% eran asiáticos, el 0% eran isleños del Pacífico, el 0% eran de otras razas y el 0% pertenecían a dos o más razas. Del total de la población el 0% eran hispanos o latinos de cualquier raza.